# 1987 у літературі

## Нагороди
- Букерівська премія: Пенелопа Лайвлі, «Місячний тигр»
- Премія Неб'юла за найкращий роман: Пет Мерфі, «The Falling Woman»
- Премія Неб'юла за найкращу повість: Кім Стенлі Робінсон, «Сліпий геометр» (The Blind Geometer)
- Премія Неб'юла за найкраще оповідання: Кейт Вільгельм, «Назавжди твоя, Анна» (англ. Forever Yours, Anna)

## Померли
- 3 вересня — Віктор Некрасов, російський, радянський письменник (народився в 1911).
- 3 вересня —Доріс Гейтс, американська письменниця.

## Нові книжки
- «2061: Одіссея Три» — роман Артура Кларка.
- «Темна Вежа ІІ: Крізь час» — роман Стівена Кінга.